# Eliota Fuimaono-Sapolu

a Compétitions nationales et continentales officielles uniquement.

b Matchs officiels uniquement.
Dernière mise à jour le 19 août 2018.
Eliota Fuimaono-Sapolu, né le 31 octobre 1980 à Apia aux îles Samoa, est un ancien joueur international de rugby samoan, ayant évolué au poste de trois-quarts centre pour l'équipe de Samoa. Il a joué pour les équipes d'Auckland, Bath, Gloucester et enfin des Coca Cola West Red Sparks.

## Biographie
Arrivé en banlieue d'Auckland en Nouvelle-Zélande lorsqu'il est encore enfant, Fuimaono-Sapolu est scolarisé à l'Auckland Grammar School où il intègre la première équipe de rugby à XV ainsi que l'équipe de basket-ball dont il est le capitaine,.
Eliota Fuimaono-Sapolu appartient à une famille d'avocats. Sa mère Iuni Sapolu est la propriétaire d'un cabinet juridique à succès du sud d'Auckland. Fuimaono-Sapolu étudie lui-même le droit et le commerce à l'Université d'Auckland avant de devenir avocat à son tour. Il est inscrit aux barreaux de Nouvelle-Zélande et de Samoa. Sélectionné pour jouer dans l'équipe internationale de Samoa pendant qu'il est encore à l'université, il est repéré par les recruteurs européens lors d'un match-test contre l'Angleterre. Alors qu'il se destinait à une carrière d'avocat au service de la communauté polynésienne d'Auckland et qu'il préfère le basket-ball au rugby, il saisit cette occasion de devenir joueur de rugby professionnel. Il rejoint le club de Bath en Angleterre en 2006,,.
Lors de la Coupe du Monde de rugby en 2011, Fuimaono-Sapolu écrit une série de messages sur Twitter pour dénoncer l'inégalité de traitement entre les équipes des pays les plus favorisés et les autres. Il souligne notamment que les équipes les mieux classées ont plus de temps de récupération pendant les phases de poules. Certaines de ses remarques font polémique, notamment lorsqu'il dénonce des calendriers difficiles pour les petites équipes en comparant la situation à l'esclavage, l'apartheid et l'Holocauste et lorsqu'il traite l'arbitre Nigel Owens de raciste coupable de conflit d'intérêts,,,,. Condamné à une suspension de ses activités de joueurs de six mois avec sursis à la suite de ces messages, Eliota Fuimaono-Sapolu affirme que l'organisation internationale de rugby a acceléré sa retraite internationale en faisant pression pour qu'il ne soit plus sélectionné dans l'équipe de Samoa après sa suspension. Malgré cette sanction, il est invité à rejoindre la prestigieuse équipe des Barbarians pour trois matches en été 2012, ce qu'il décrit comme un rêve de jeunesse,.
Bien que Fuimaono-Sapolu reconnaisse que certains de ses propos sur Twitter aient été un peu extrêmes, il continue à faire les gros titres pour ses déclarations chocs. En 2014, il fait campagne pour que l'équipe de rugby néo-zélandaise des All Blacks fasse une tournée en Polynésie en leur reprochant de n'être intéressés que par l'argent, affirmant qu'ils auraient été capables de jouer en Allemagne nazie,.
Depuis sa retraite sportive, Fuimaono-Sapolu est avocat à plein temps, s'occupe d'une académie de rugby pour enfants qu'il a fondée en 2010 à Samoa, et promeut la culture samoane, notamment en proposant une version de l'Histoire où les personnalités polynésienne ont plus de place,,. Il continue à faire campagne sur différents thèmes liés aux injustices dans le monde du rugby, notamment contre la répartition inéquitable des gains financiers entre les grandes et petites nations, pour le droit des joueurs binationaux comme Jerry Collins à pouvoir jouer pour leur pays d'origine, pour un respect des règles et un calendrier plus équitable entre les nations riches et pauvres et pour un meilleur développement du rugby dans les nations montantes,. Pour lui, la différence de traitement entre les équipes de rugby dans le monde s'apparente à du néo-colonialisme. Il s'est plusieurs fois exprimé contre la violence envers les femmes à Samoa et la nécessité de changer les comportements masculins pour y remédier ainsi que pour le mariage homosexuel.

### En club
- avant 2006 : Auckland
- 2006-2009 : Bath Rugby
- 2009-2012 : Gloucester
- 2012-2014 : Coca Cola West Red Sparks[26]

### En équipe nationale
Il obtient sa première cape le 20 novembre 2005 contre l'équipe d'Écosse. Il n'est plus sélectionné en équipe nationale après 2011.

## Palmarès
- Vainqueur du Challenge européen en 2008
- Vainqueur de la Coupe anglo-galloise en 2011
- Finaliste de la Coupe anglo-galloise en 2010

## Statistiques en équipe nationale
- 23 sélections
- 15 points (3 essais)
- sélections par année : 3 en 2005, 2 en 2006, 3 en 2007, 3 en 2008, 6 en 2009, 6  en 2011
- Participation à la Coupe du monde de rugby :
  - 2007 : 3 matchs (Afrique du Sud, Angleterre, États-Unis)
  - 2011 : 4 matchs (Afrique du Sud, Galles, Fidji, Namibie)